# Jens Knospe
Jens Knospe (* 9. September 1963 in Rostock) ist ein deutscher Schauspieler.

## Leben
Jens Knospe absolvierte sein Schauspielstudium in Rostock an der damaligen Außenstelle Rostock der Hochschule für Schauspielkunst „Ernst Busch“ in Berlin.
Er wirkte bei mehreren Theaterproduktionen und bei Theater-Tourneen mit. Von 1993 bis 1998 spielte Knospe Rollen unter anderem in Dantons Tod von Georg Büchner, in Ein Sommernachtstraum und in Troilus und Cressida von William Shakespeare und in Im Dickicht der Städte und in Der kaukasische Kreidekreis von Bertolt Brecht. Von 2002 bis 2008 spielte Knospe regelmäßig am Volkstheater Rostock. Dort war er in Bühnenfassungen der Novelle Michael Kohlhaas von Heinrich von Kleist, des Märchens Die kleine Meerjungfrau von Hans Christian Andersen und des Romans Die drei Musketiere von Alexandre Dumas zu sehen.
Ab Anfang der 1990er-Jahre begann dann außerdem seine Karriere im deutschen Fernsehen. Knospe übernahm hierbei durchgehende Serienrollen, vor allem aber Episodenhauptrollen und auch Gastrollen in verschiedenen Fernsehserien. Größere Bekanntheit erlangte Knospe erstmals 2005, als er in der Rolle des Uwe Holthusen in der ZDF-Fernsehserie Girl Friends gemeinsam mit Mariele Millowitsch und Walter Sittler zu sehen war. Das ZDF besetzte Knospe außerdem in der Rolle des romantischen, gutaussehenden Liebhabers in der Inga-Lindström-Verfilmung Entscheidung am Fluss (2005) und zuvor in dem Fernsehfilm Flamme der Liebe (2002) aus der Rosamunde Pilcher-Fernsehreihe. Knospe wirkte auch bei einigen Kurzfilmen und in einigen Kinoproduktionen mit. Seine erste Kinorolle war 1991 eine kleine Rolle als deutscher Soldat in dem dänischen Kinofilm Die Jungen von St. Petri.

## Filmografie (Auswahl)
- 1989: Johanna (TV-Serie)
- 1990: Lasst mich doch eine Taube sein
- 1991: Die Jungen von St. Petri
- 1991: Polizeiruf 110: Der Fall Preibisch (TV-Reihe)
- 1991: Polizeiruf 110: Thanners neuer Job (TV-Reihe)
- 1994: Ein Bayer auf Rügen (Fernsehserie, 1 Folge)
- 1996: Tanja
- 1996: Polizeiruf 110: Die Gazelle (TV-Reihe)
- 1997: Drunter und drüber
- 1997–1998: Für alle Fälle Stefanie (Fernsehserie)
- 1998–2000: Der Landarzt (Fernsehserie, 5 Folgen)
- 1999: Solange es Männer gibt
- 1999: Der Alte – Ein tödliches Ereignis
- 2002: Rosamunde Pilcher – Flamme der Liebe
- 2002: Der Alte – Die falsche Spur
- 2004: St. Angela – Drei sind einer zuviel
- 2005: Inga Lindström – Entscheidung am Fluss
- 2001–2005: Girl Friends (Fernsehserie)
- 2005: In aller Freundschaft (Fernsehserie, 1 Folge)
- 2006: Afrika – Wohin mein Herz mich trägt
- 2007–2009: Da kommt Kalle  (Fernsehserie)
- 2009: Mord in bester Gesellschaft – Alles Böse zum Hochzeitstag